# Ратон (Нью-Мексико)
Ратон (англ. Raton) — місто (англ. city) на південному заході США, адміністративний центр округу Колфакс штату Нью-Мексико. Населення — 6041 особа (2020).

## Географія
Безпосередньо на північ від міста розташовано гірський хребет Ратон та пік Ратон. Хребет Ратон має довжину 75 миль і простягається на схід від гір Сангре-де-Крісто.
Ратон розташований за координатами 36°53′6″ пн. ш. 104°26′22″ зх. д. / 36.88500° пн. ш. 104.43944° зх. д. (36.884966, -104.439572). За даними Бюро перепису населення США в 2010 році місто мало площу 20,62 км², уся площа — суходіл.

### Клімат
Місто знаходиться у зоні, котра характеризується кліматом тропічних степів. Найтепліший місяць — липень із середньою температурою 19.7 °C (67.5 °F). Найхолодніший місяць — січень, із середньою температурою -1.1 °С (30 °F).
| Клімат Ратона           | Клімат Ратона | Клімат Ратона | Клімат Ратона | Клімат Ратона | Клімат Ратона | Клімат Ратона | Клімат Ратона | Клімат Ратона | Клімат Ратона | Клімат Ратона | Клімат Ратона | Клімат Ратона | Клімат Ратона |
| Показник                | Січ.          | Лют.          | Бер.          | Квіт.         | Трав.         | Черв.         | Лип.          | Серп.         | Вер.          | Жовт.         | Лист.         | Груд.         | Рік           |
| Абсолютний максимум, °C | 23,3          | 22,8          | 26,1          | 30,6          | 34,4          | 36,7          | 35,6          | 34,4          | 33,3          | 29,4          | 26,7          | 22,8          | 36,7          |
| Середній максимум, °C   | 7,9           | 9,6           | 13,3          | 17,7          | 22,1          | 26,7          | 28,8          | 27,6          | 24,6          | 19,4          | 12,4          | 7,8           | 18,2          |
| Середня температура, °C | −1,1          | 0,6           | 4,1           | 8,1           | 12,9          | 17,3          | 19,7          | 18,9          | 15,3          | 9,7           | 3,3           | −0,9          | 9             |
| Середній мінімум, °C    | −10,1         | −8,3          | −5,2          | −1,4          | 3,7           | 7,8           | 10,6          | 10,3          | 6             | −0,1          | −5,8          | −9,7          | −0,2          |
| Абсолютний мінімум, °C  | −31,1         | −28,9         | −20,6         | −15           | −8,3          | −1,1          | 3,9           | 2,8           | −7,8          | −19,4         | −25           | −26,7         | −31,1         |
| Норма опадів, мм        | 10            | 9             | 21            | 26            | 51            | 53            | 72            | 77            | 42            | 30            | 13            | 11            | 415           |
| Днів з опадами          | 3             | 3             | 5             | 6             | 9             | 10            | 12            | 13            | 8             | 5             | 3             | 3             | 80            |
| Днів зі снігом          | 2,9           | 2,5           | 2,7           | 1,3           | 0,2           | 0             | 0             | 0             | 0             | 0,5           | 1,8           | 2,4           | 14,3          |
| ----------------------- | ------------- | ------------- | ------------- | ------------- | ------------- | ------------- | ------------- | ------------- | ------------- | ------------- | ------------- | ------------- | ------------- |
| Джерело: Weatherbase    |               |               |               |               |               |               |               |               |               |               |               |               |               |

## Демографія
Згідно з переписом 2010 року, у місті мешкало 6885 осіб у 2963 домогосподарствах у складі 1801 родини. Густота населення становила 334 особи/км². Було 3516 помешкань (171/км²).
Расовий склад населення:
| - 83,1 % — білих - 1,4 % — корінних американців - 0,4 % — чорних або афроамериканців - 0,3 % — азіатів - 10,7 % — осіб інших рас |

До двох чи більше рас належало 4,1 %. Частка іспаномовних становила 57,9 % від усіх жителів.
За віковим діапазоном населення розподілялося таким чином: 23,3 % — особи молодші 18 років, 57,6 % — особи у віці 18—64 років, 19,1 % — особи у віці 65 років та старші. Медіана віку мешканця становила 42,3 року. На 100 осіб жіночої статі у місті припадало 97,7 чоловіків; на 100 жінок у віці від 18 років та старших — 96,5 чоловіків також старших 18 років.
Середній дохід на одне домашнє господарство становив 41 955 доларів США (медіана — 30 803), а середній дохід на одну сім'ю — 55 581 долар (медіана — 45 955). Медіана доходів становила 41 756 доларів для чоловіків та 23 132 долари для жінок. За межею бідності перебувало 18,3 % осіб, у тому числі 11,1 % дітей у віці до 18 років та 13,0 % осіб у віці 65 років та старших.
Цивільне працевлаштоване населення становило 2380 осіб. Основні галузі зайнятості: освіта, охорона здоров'я та соціальна допомога — 32,4 %, роздрібна торгівля — 10,4 %, мистецтво, розваги та відпочинок — 10,4 %.

## Галерея

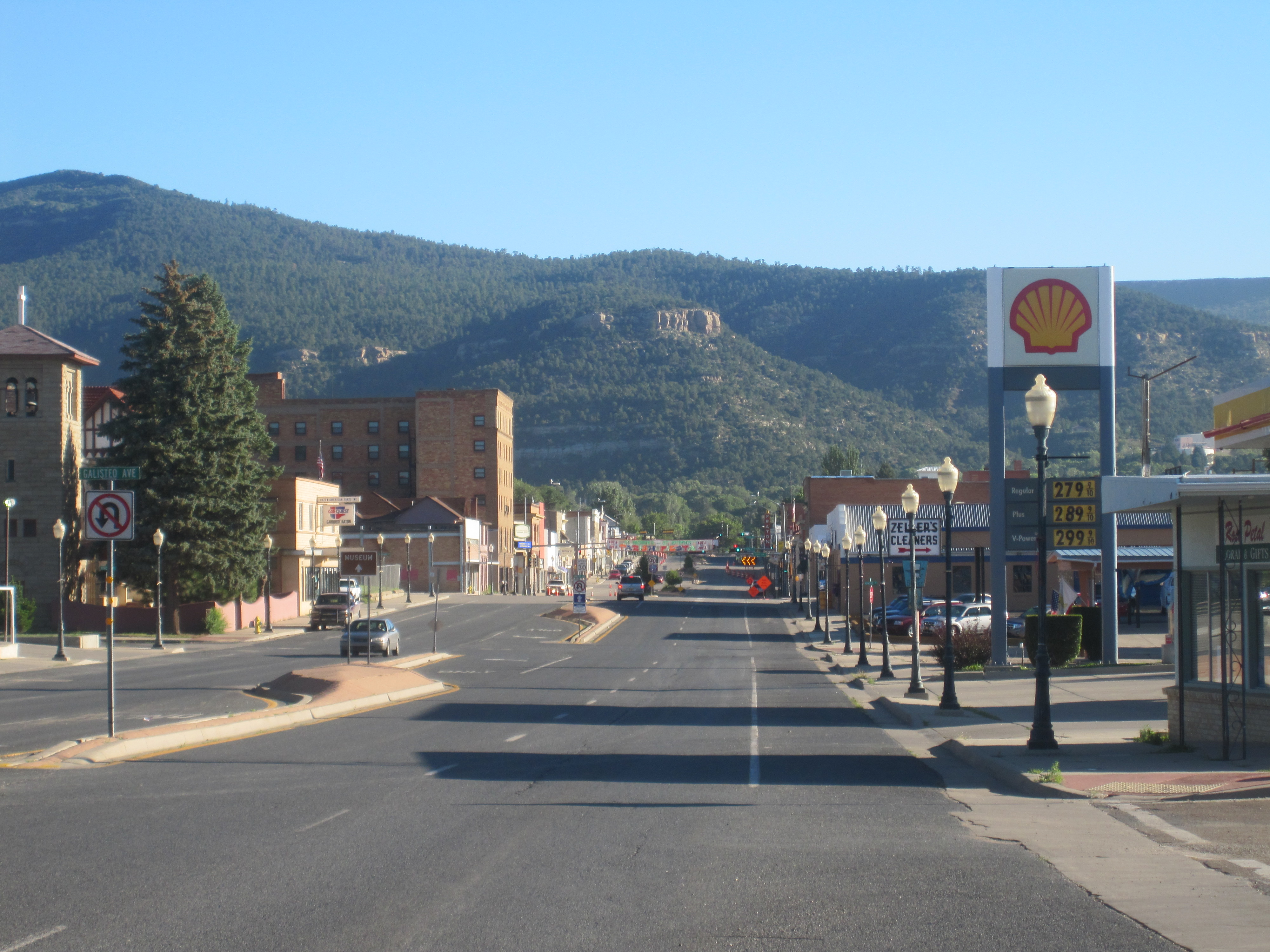
Ділова частина міста
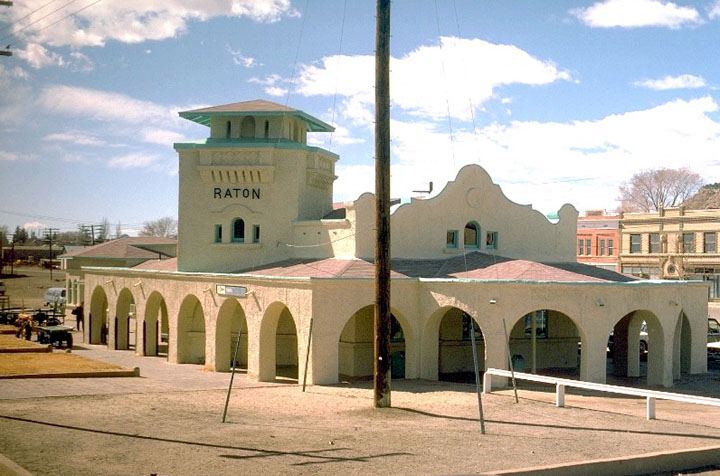
Станція Amtrak
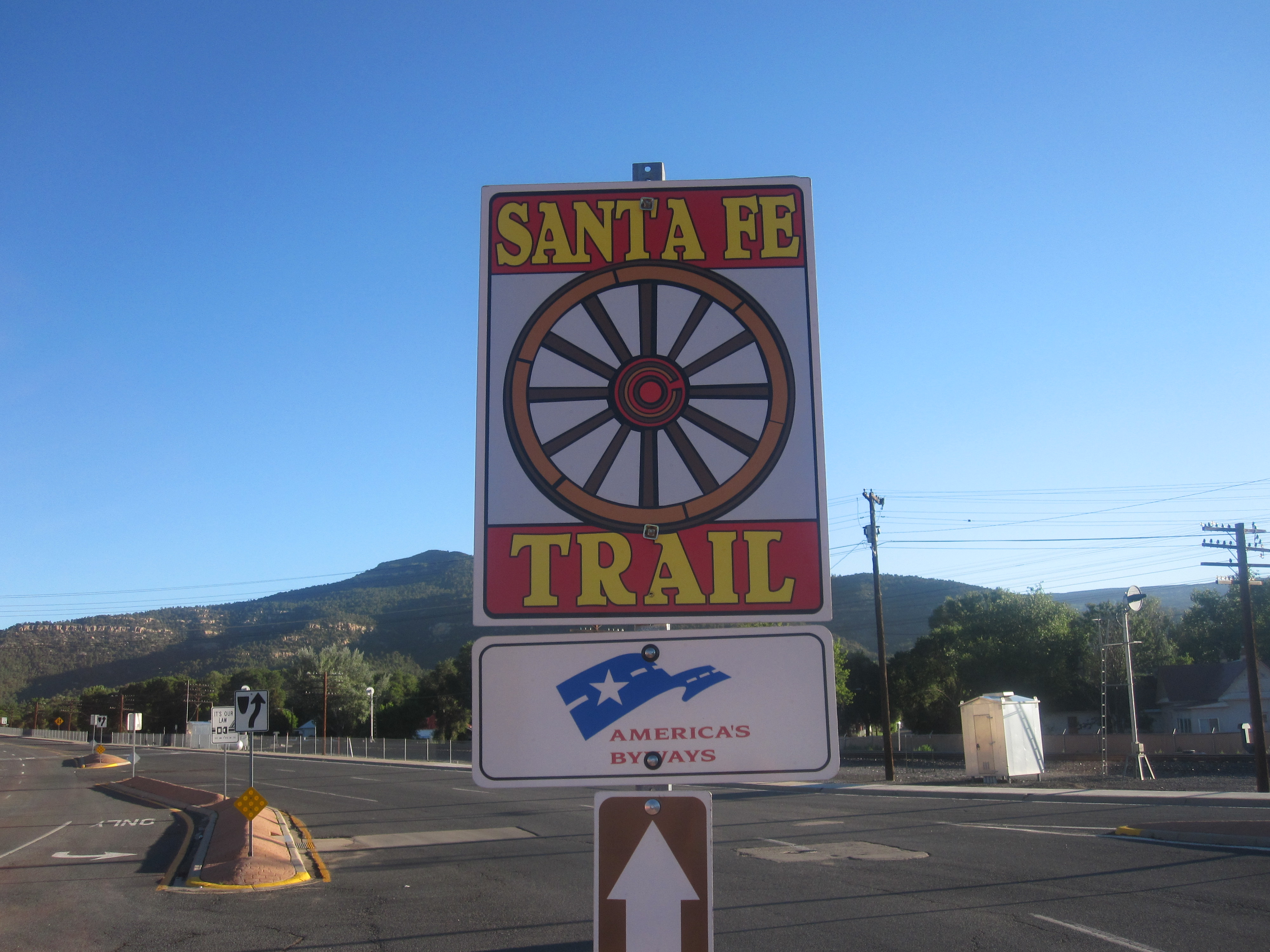
Дорога на Санта-Фе
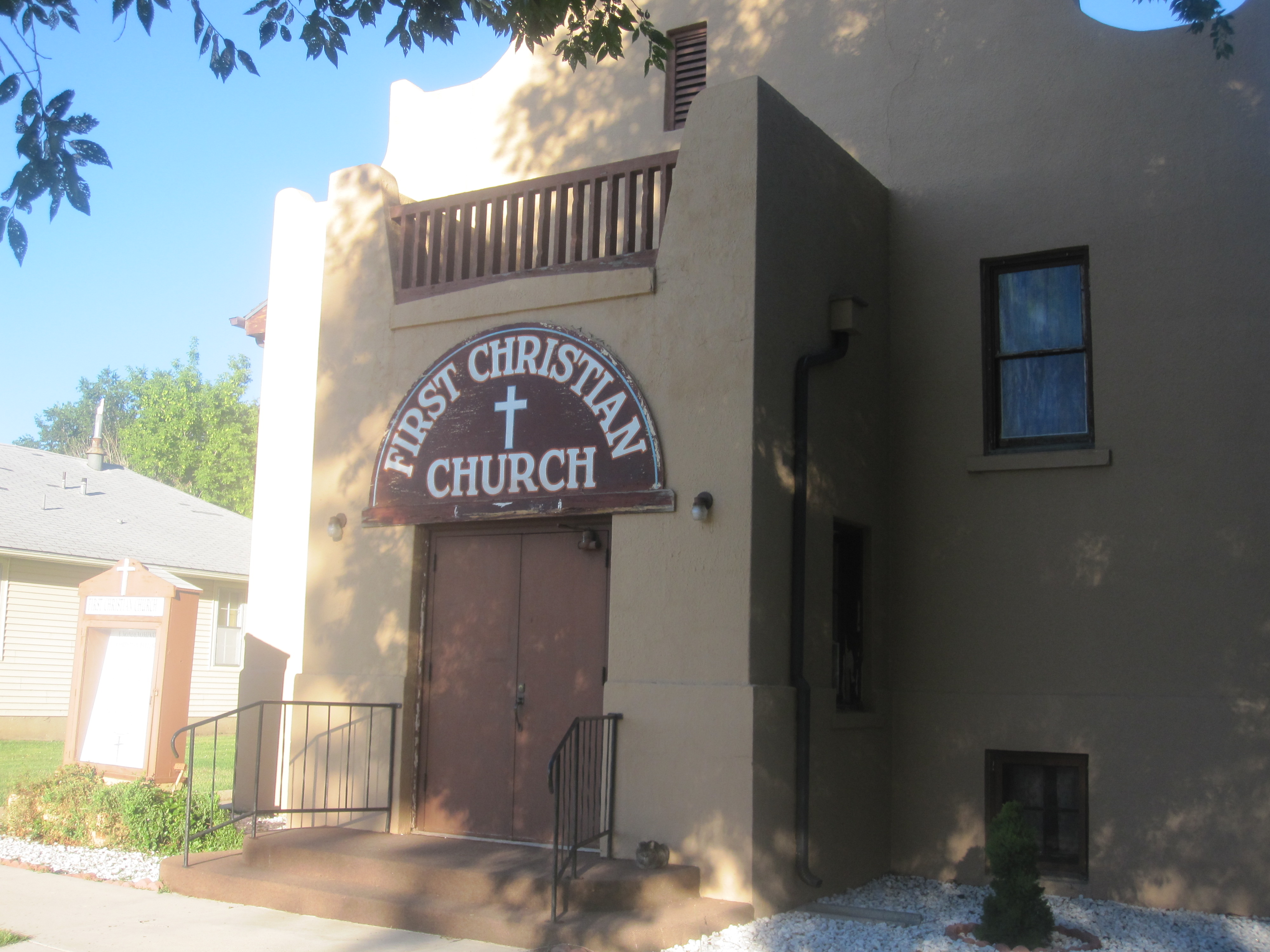
Перша християнська церква
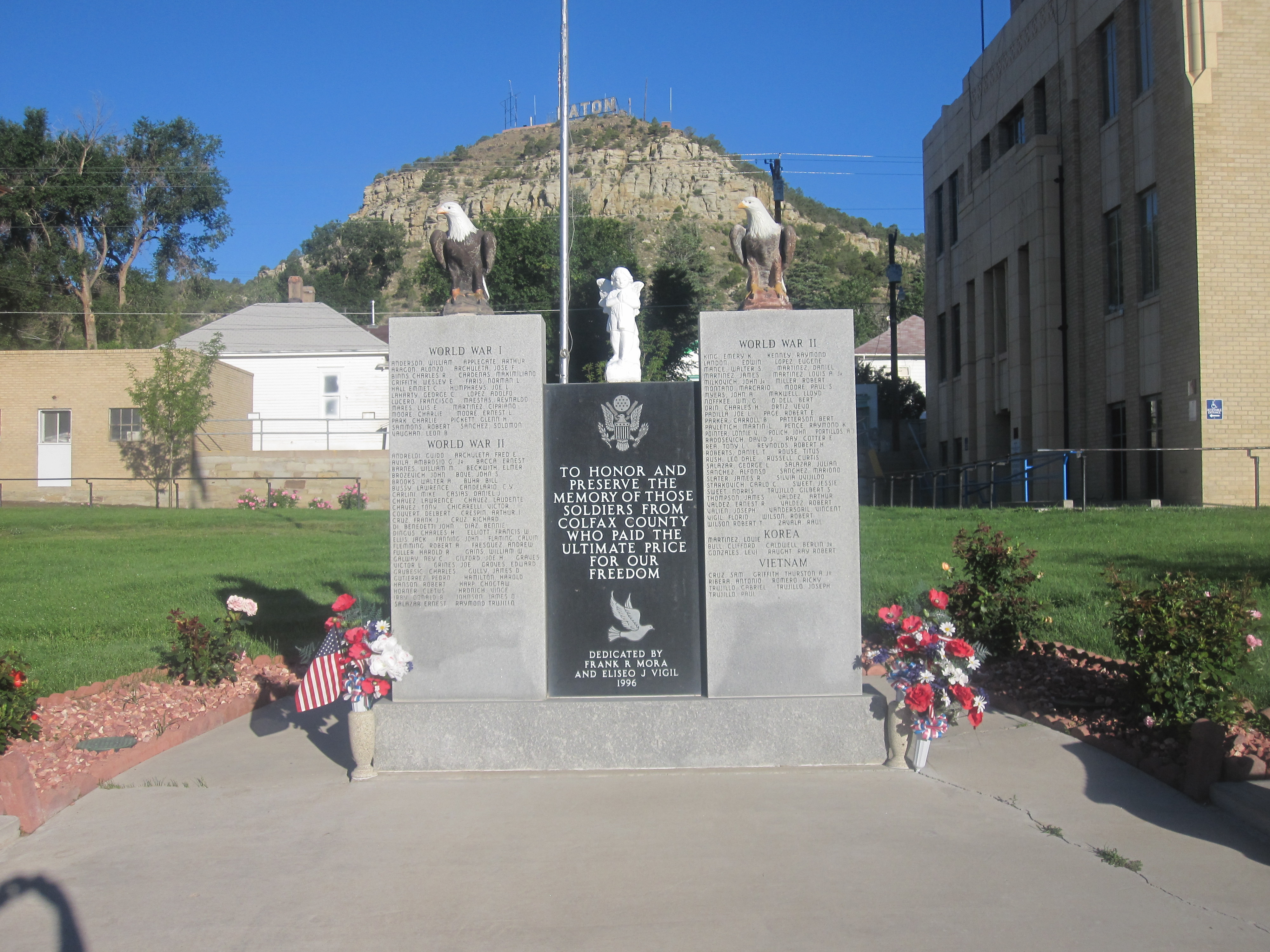
Військовий меморіал
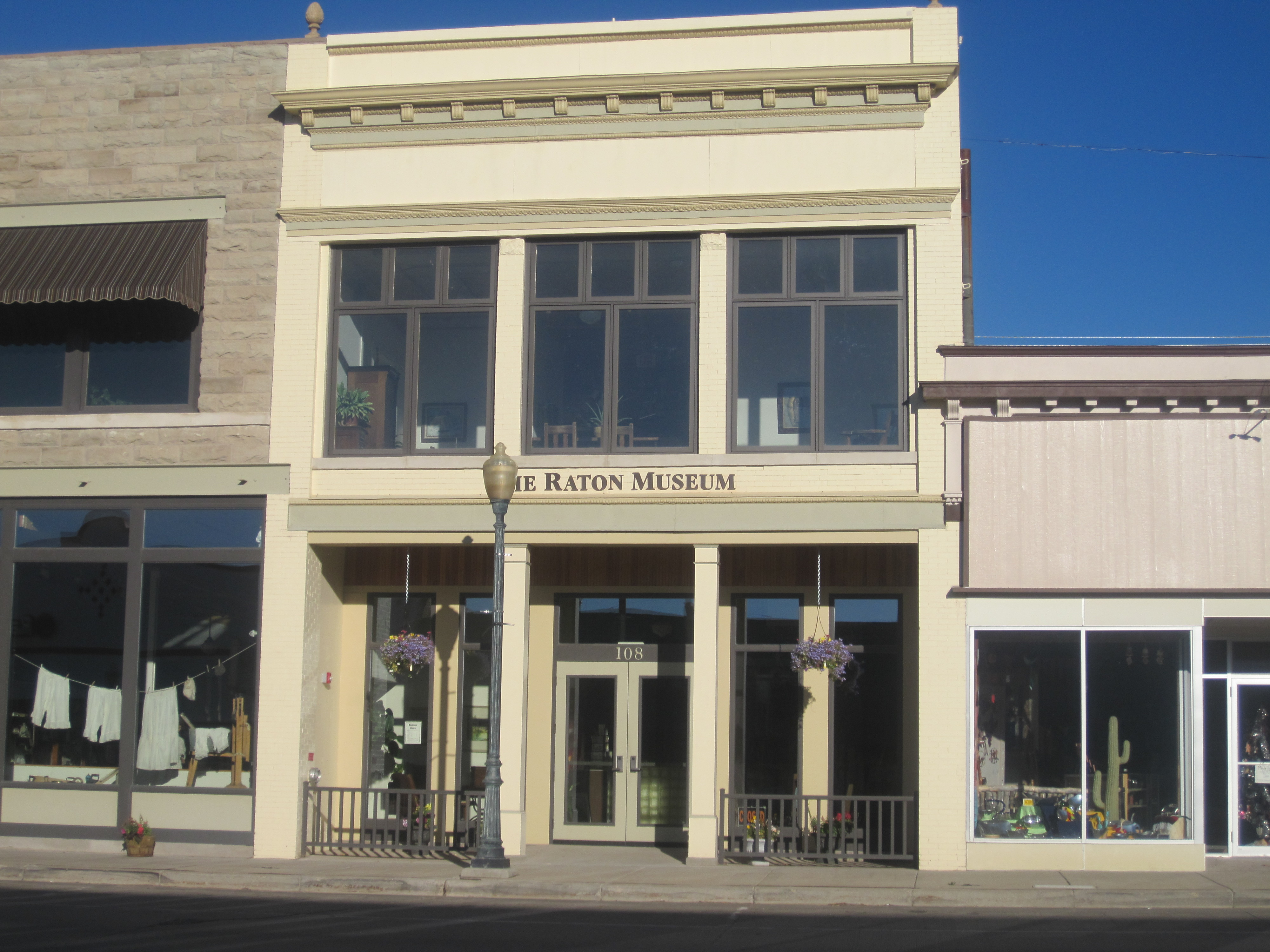
Музей Ратон